# Traktat z Semipałatyńska
Traktat z Semipałatyńska (ang. Treaty on a Nuclear-Weapon-Free Zone in Central Asia, ros. Семипалатинский договор) – umowa międzynarodowa ustanawiająca strefę bezatomową w Azji Środkowej, podpisana 8 września 2006 w Semipałatyńsku. Języki autentyczne: angielski i rosyjski. Weszła w życie 21 marca 2009 r., z chwilą zarejestrowania ostatniej z pięciu ratyfikacji. Stronami są Kirgistan (depozytariusz), Uzbekistan, Turkmenistan, Tadżykistan i Kazachstan. Zarejestrowany przez Sekretariat ONZ 1 stycznia 2014 r.